# Diamondville (Wyoming)
Diamondville város az USA Wyoming államában, Lincoln megyében. Lakosainak száma 520 fő (2020. április 1.).

## Népesség
A település népességének változása:

| 2010 | 737 |
| 2020 | 520 |